# Shigeri Yamataka
Shigeri Yamataka (山 高 し げ り Yamataka Shigeri, 1899 - 1977; també coneguda com a Kanoko Shigeri i després Yamataka Shigeri, de vegades incorrectament anomenada Shigeri Takayama) va ser una feminista japonesa i fundadora de la Lliga per a la Defensa dels Drets de la Dona. El 1952 també va participar a Chifuren quan es va formar una de les organitzacions més grans de dones al Japó amb més de sis milions de membres. També va ser la presidenta de Chifuren.

## Biografia
Yamataka va néixer a la prefectura de Mie. Va començar la seva carrera al Japó com a periodista. Va treballar a Kokumin Shinbun i Shufu no Tomo. Amb Fusae Ichikawa, va fundar la Unió de Sufragi de les Dones (Lliga de Sufragi de les Dones) al Japó el 1924. Volien ampliar el sufragi a les dones, però les dones van quedar excloses de la Llei de sufragi dels homes de 1924. Malgrat això, la Unió de Sufragi de les Dones va continuar el seu treball durant molts anys.
Després del final de la Segona Guerra Mundial, Yamataka va continuar el seu activisme polític. Va treballar perquè es concedissin pensions de guerra a les vídues dels veterans de guerra, i va lluitar pels drets dels infants. El 25 d'agost de 1945 Yamataka va cofundar el Comitè de Dones sobre la Política de Postguerra (Sengo Taisaku Fujin Iinkai). Les cofundadores van ser Fusae Ichikawa, Tsuneko Akamatsu i Natsu Kawasaki. La primera reunió va ser l'11 de setembre de 1945, amb més de setanta dones assistents. Entre les prioritats de l'organització van ser: donar la benvinguda als soldats que tornaven, millorar la producció d'aliments, augmentar l'estalvi de les famílies, obtenir sufragi per a dones majors de 20 anys, establir el dret de les dones de més de 25 anys a exercir càrrecs públics, reformar els governs locals i centrals i permetre que les dones ocupi llocs de treball a la funció pública.
Quan les dones van obtenir el sufragi al Japó el 1945, Yamataka va córrer per a càrrecs públics i va ser triat dues vegades (1962-1971) a la Cambra de Consellers, la cambra alta de la Dieta del Japó, el govern federal del país.
El 1952 Yamataka va cofundar la Federació Nacional d'Organitzacions Regionals de Dones, coneguda com a Chifuren. Finalment es va convertir en presidenta i va romandre en aquest càrrec fins a la seva mort el 1977. Chifuren també va ser actiu en la promoció de la protecció dels consumidors i l'economia de les llars.